# Emanuil Gjaurov
Emanuil Mihajlov Gjaurov (in bulgaro Емануил Михайлов Гяуров?; Sofia, 6 novembre 1934 – 17 giugno 2015) è stato un cestista bulgaro.

## Carriera
Con la Bulgaria ha disputato i i Campionati europei del 1955, i Campionati mondiali del 1959 e i Giochi olimpici di Roma 1960.